# MuQiLing

MuQiling (木奇灵) é uma série de anime chinês desenvolvido pela Wuhan Boruntong Culture Technology Co., Ltd, baseado numa franquia de brinquedos de mesmo nome. A série teve seu protótipo em 2012 com o anime MuLing Baobei (木灵宝贝), a primeira temporada veio em 2014 intitulada apenas MuQiLing (木奇灵之绿影战灵), tendo uma segunda temporada em 2016 chamada MuQiLing 2 (木奇灵2圣天灵种) e uma terceira em 2018 chamada MuQiLing 3 (木奇灵3奇灵之心).
No Brasil, os primeiros episódios da temporada MuQiLing 2 estrearam no dia 23 de setembro de 2019 em forma de filme, e posteriormente também estrearam no mesmo mês no canal Rede Brasil no bloco matinal RB Kids. Os episódios também estão disponíveis no YouTube, no canal da distribuidora CB MIDIA, tanto dublado quanto legendado. A primeira temporada estreou em 12 de fevereiro de 2021 pelo canal do YouTube, mas legendado.

## Sinopse
A história é baseada nas aventuras de fantasia de Luo Fei, Ling Xi e os elfos vegetais, que conta a história de Mu Qiling escoltando o Espírito Santo para o mar para purificar a poluição marinha. O anime transmite o conceito de proteção ambiental verde e promovendo a harmoniosa simbiose entre humanos e plantas.

## Temporadas
MuLing Baobei
Esta temporada é um protótipo da série, apresentando um estilo de arte diferente e um visual mais infantil além de ter um foco maior na comédia. A história conta as aventuras de um estudante de 12 anos chamado Disheng, cujo pai está desaparecido. Certo dia ele conhece uma princesa de outro mundo chamada Coco e através dela conhece os MuLing Baobei, pequenos elfos de planta que são capazes de formar vínculo com humanos. Após Disheng formar vínculo com um MuLing chamado Qilu ele se junta a Coco na batalha para eliminar o mal que está afetando os MuLing Baobei e fazendo-os atacarem as pessoas.
MuQiLing
Na história Luo Fei, um menino da Terra acaba sendo teleportado para a Ilha da Sombra Verde após encontrar um misterioso cristal que pertencia ao seu desaparecido pai e ao chegar lá forma aliança com dois MuQiLing chamados Sonka e Yali, os três acabam conhecendo a Princesa Ling Xi que está numa jornada para encontrar os outros cristais juntamente de sua MuQiLing parceira Xiaokui e seu servo gato Gao De. Luo Fei passa a acompanhar Ling Xi ao mesmo tempo que lutam contra os capangas do irmão do rei que querem acabar com a princesa.
MuQiLing 2
Depois de Luo Fei retornar para casa, uma planta misteriosa que provoca uma névoa estranha começa a causar problemas tanto no mundo humano quanto na Ilha da Sombra Verde. Luo Fei descobre que a causa ocorre por vingança de um MuQiLing sombrio que se libertou por causa da poluição causada nos oceanos pelos humanos e que seu plano era de eliminar a humanidade possuindo os MuQiLing. Luo Fei se reencontra com Sonka e Yali e acaba retornando a Ilha da Sombra Verde para se reunir com Ling Xi e Xiaokui, porém ele acaba sendo seguido por dois colegas de classe Tianheng e Hao Lei que acaba os ajudando na jornada para eliminar o mal ao mesmo tempo que também formam aliança com novos MuQiLing bem como a capacidade de evoluí-los para formas maiores.
MuQiLing 3
Esta série é um reboot contando com um novo estilo de animação totalmente em 3D e novos visuais.

## Personagens

### Humanos
- Luo Fei - O protagonista da série. Um garoto cujo pai está desaparecido e tem ligação com os MuQiLings e a Ilha da Sombra Verde. Tem como melhor amiga a Princesa Ling Xi. Ele é o único a ter dois MuQiLings, sendo eles Songka e Yali.
- Princesa Ling Xi - Uma princesa que mora na Ilha da Sombra Verde e é a melhor amiga de Luo Fei. É temperamental e mandona, porém possui sentimentos ocultos por Luo Fei. Sua parceira MuQiLing é a Xiaokui.
- Ling Tianheng - Um colega de classe e amigo rival de Luo Fei. Aparece em MuQiLing 2 onde se integra ao grupo junto de seu amigo Hao Lei. É sempre muito sério e centrado, além de frequentemente brigar com Lingxi. Seu parceiro MuQiLing é o Tiemu. Em uma parte da história chega a agir como antagonista se voltando contra Luo Fei e aliando-se a An Ying, porém se redime no final da temporada.
- Hao Lei - Outro colega de classe de Luo Fei e o melhor amigo de Tianheng. Assim como Tianheng ele aparece em MuQiLing 2 se integrando ao grupo. Tende a ser o mais brincalhão a avoado, além de ser jogador de basquete. Seu parceiro MuQiLing é o Dashan.

### MuQiLing
- Songka - Um dos parceiros MuQiLing de Luo Fei. Ele é o MuQiLing da pinha. Tem poderes de fogo e a capacidade de disparar pinhas de fogo através de um canhão. Tende a ser o mais atrapalhado da dupla e normalmente age como alívio cômico da série. Demonstra também ter aversão a água.
- Yali - Outro dos parceiros MuQiLing de Luo Fei. Ele é o MuQiLing que representa um broto feijão mungo. Tem poderes baseados na eletricidade, e tem como principais armas um chicote e duas lâminas. Tende a ser o sério da dupla contrastando Songka. Sempre que vai recitar uma frase ele diz "De acordo com meu julgamento...".
- Xiaokui - Parceira MuQiLing da Princesa Lingxi. Ela é a MuQiLing do girassol (embora seja constantemente referida como um milho). Tem poderes baseados em gelo. É normalmente muito sensível e chorona, e é sempre submissa as ordens de Lingxi. A princípio era incapaz de evoluir, mas consegue no decorrer na história.
- Tiemu - Parceiro MuQiLing de Tianheng. Ele é um MuQiLing que representa uma árvore pau-ferro. Originalmente convivia com um espírito de dragão antes de conhecer Tianheng. Em uma parte da história ele chega a ser possuído pela energia negra quando Tianheng se alia a An Ying, mas é libertado depois. Sua principal arma são um par de braceletes com lâminas que em seus braços.
- Dashan - Parceiro MuQiLing de Hao Lei. Ele é um MuQiLing que represente uma lithops. É normalmente muito calmo, sensível e gentil. Sua forma evoluída tem a forma de um golem forte e bruto contrastando sua forma original.
- Huha - Um MuQiLing que nasceu da semente sagrada para poder ajudar Luo Fei e seus amigos a derrotarem Motian. Ele é um personagem fundamental na história de MuQiLing 2. Age feito um bebê e tem a aparência similar a de um gato.

### Vilões
- Motian' - O principal vilão de MuQiLing 2. Um MuQiLing com poderes sombrios que busca vingança contra os humanos após a poluição da Terra interferir com a natureza na Ilha da Sombra Verde o que resultou na morte de sua amada. Tem a capacidade de possuir MuQiLings com sua magia negra capaz de deixá-los mais fortes e malignos.
- Veneno' (Qian du) - Um dos servos de Motian. Foi o primeiro rival de Luo Fei e seus amigos ao chegarem na Ilha da Sombra Verde. Tem uma aparência um pouco afeminada.
- An Ying - Uma das servas de Motian e a única vilã feminina do grupo. Foi a segunda rival de Luo Fei e seus amigos. Tem a habilidade de controlar mentes. Ela é um Muqiling de uma flor e divide corpo com outra Muqiling que representa a folha e é sua irmã.
- Trovão - Outro dos servos de Motian. Foi o terceiro rival de Luo Fei e seus amigos. Tem uma forte e bruta. É capaz de engolir bombas para ficar mais forte.
- Vitis - O mais poderoso dos servos de Motian, sendo o quarto e último rival de Luo Fei e seus amigos. Possui poderes sombrios sendo capaz de controlar vinhas e também manipular Veneno, An Ying e Trovão. Foi derrotado por Luo Fei e Tianheng juntos.

### Aliados
- Jian Chen - Um habilidoso guerreiro MuQiLing espadachim conhecido como um herói rebelde e solitário na Ilha da Sombra Verde. Ele é o MuQiLing do abacaxi. É introduzido na segunda metade da história de MuQiLing 2, onde é mostrado que ele convivia com sua amiga Coelho e havia sido infectado pela energia negra de Motian, embora consegui-se tem controle até um certo ponto. Depois da morte de Coelho ele se alia a Luo Fei para buscar sua vingança contra Motian e An Ying.
- Gao De	- Um gato antropomórfico que é servo do pai de Ling Xi. Muito sensível, imaturo e ingênuo frequentemente acompanha Ling Xi para tentar mantê-la segura. Foi um dos aliados principais na primeira temporada, porém aparece em apenas dois episódios da segunda.
- Rei - Pai de Ling Xi. É um homem viúvo cuja esposa morrera no passado durante a luta com o rei do submundo tendo criado a filha por contra própria. Aparece com frequência na primeira temporada, mas só é visto por um flashback em um episódio da segunda.

## Episódios e temporadas
Cada temporada tem 52 episódios. A primeira temporada possui episódios de 25 minutos seguindo os moldes tradicionais de um anime, no entanto a segunda possui episódios de 13 minutos. É notável o uso de animação 2D em flash para a série mesclado com animação em CGI, seja para animar os personagens em cenas mais complicadas na primeira temporada (usando cel-shading) ou para animar por completo os MuQilings dos protagonistas em suas formas evoluídas de batalha na segunda temporada. A terceira temporada no entanto passa a ser inteiramente animada em CGI.